# Katra Zajc
Katarina Zajc, detta Katra (Lubiana, 31 gennaio 1967), è un'ex sciatrice alpina jugoslava, dal 1991 slovena, che gareggiò per la nazionale jugoslava.

## Biografia

### Carriera sciistica
Specialista delle prove tecniche, la Zajc in Coppa del Mondo conquistò due piazzamenti a punti, entrambi in slalom gigante: il 9 marzo 1986 a Sunshine (3ª) e il 20 marzo successivo a Waterville Valley (5ª). Ai XV Giochi olimpici invernali di Calgary 1988, sua unica presenza olimpica nonché congedo agonistico, si classificò 15ª nello slalom gigante e non completò lo slalom speciale; non ottenne piazzamenti ai Campionati mondiali.

### Altre attività
Dopo il ritirò completò gli studi in giurisprudenza all'Università di Lubiana, dove divenne docente.

## Palmarès

### Coppa del Mondo
- Miglior piazzamento in classifica generale: 46ª nel 1986
- 1 podio:
  - 1 terzo posto